# 21-я танковая дивизия (вермахт)
21-я танковая дивизия (21. Panzer-Division) — тактическое соединение сухопутных войск вооружённых сил нацистской Германии. Принимала участие во Второй мировой войне. Сформирована в августе 1941 года, на основе 5-й лёгкой дивизии.

## Боевой путь дивизии
В 1941-42 — бои против британских и австралийских войск в Ливии (сражения в районе Эль-Аламейна).
В конце 1942 — понеся большие потери, дивизия отступила в Тунис. В феврале 1943 — бои в проходе Кассерин против американских и британских войск. В мае 1943 — остатки дивизии взяты в плен.
В июле 1943 года — дивизия вновь сформирована на территории Франции.
В июне 1944 года — бои против высадившихся в Нормандии американских и британских войск. В августе 1944 года дивизия уничтожена в Фалезском котле.
В сентябре 1944 года дивизия вновь сформирована в Лотарингии. Бои в Эльзасе и Сааре.
С конца января 1945 года — дивизия на Советско-германских фронтах. Боевые действия против советских плацдармов в районе Кюстрина на реке Одер. В мае 1945 года остатки дивизии взяты в советский плен.

## Состав дивизии
В 1943 году (в Тунисе):
- 5-й танковый полк
- 47-й моторизованный полк
- 104-й моторизованный полк
- 155-й артиллерийский полк
  - 580-й разведывательный батальон
  - 200-й противотанковый артиллерийский дивизион
  - 305-й зенитный артиллерийский батальон
  - 220-й сапёрный батальон

В 1944 году (на Западном фронте):
- 100-й танковый полк (с 20 мая 1944 — 22-й танковый полк)
- 125-й моторизованный полк
- 192-й моторизованный полк
- 155-й артиллерийский полк
  - 21-й разведывательный батальон
  - 200-й противотанковый артиллерийский дивизион
  - 305-й зенитный артиллерийский батальон
  - 220-й сапёрный батальон

## Командиры дивизии
В Африке:
- С 1 августа 1941 — генерал-майор Йохан фон Равенштайн (29 ноября 1941 — взят в британский плен)
- С 1 декабря 1941 — генерал-майор Карл Бёттхер
- С 19 февраля 1942 — полковник (с апреля 1942 — генерал-майор) Георг фон Бисмарк (погиб в бою)
- С 1 сентября 1942 — полковник Карл-Ханс Лунгерсхаузен
- С 18 сентября 1942 — генерал-майор Хайнц фон Рандов (убит)
- С 21 декабря 1942 — полковник Курт фрайхерр фон Либенштайн
- С 1 января 1943 — генерал-майор Ханс-Георг Хильдебрандт
- С 25 апреля 1943 — генерал-майор Хайнрих-Херман фон Хюльзен (13 мая 1943 — взят в британский плен)

На Западном фронте:
- С 1 августа 1943 — генерал-майор (с августа 1944 — генерал-лейтенант) Эдгар Фойхтингер

На Восточном фронте:
- С 25 января 1945 — полковник Хельмут Цолленкопф
- С 12 февраля 1945 — генерал-майор (с 20 апреля 1945 — генерал-лейтенант) Вернер Маркс

## Награждённые Рыцарским крестом Железного креста

### Рыцарский Крест Железного креста (22)
- Карл Бёттхер, 13.12.1941 — генерал-майор, командир 21-й танковой дивизии
- Вольфганг Эверт, 06.07.1942 — капитан, командир 3-го разведывательного батальона
- Вернер Райссманн, 28.07.1942 — капитан, командир 3-го батальона 104-го стрелкового полка
- Рольф Рохолль, 28.07.1942 — обер-лейтенант, командир 2-й роты 5-го танкового полка
- Йозеф-Отто Рипольд, 29.07.1942 — обер-лейтенант, командир 5-й роты 5-го танкового полка
- Гюнтер Хальм, 29.07.1942 — гренадер, наводчик противотанкового взвода штабной роты 104-го моторизованного полка
- Альфред Бруер, 30.07.1942 — полковник, командир 155-го танкового артиллерийского полка
- Вернер Мильдебрат, 12.08.1942 — оберстлейтенант, командир 1-го батальона 5-го танкового полка
- Герберт Эверт, 18.08.1942 — полковник, командир 104-го моторизованного полка
- Герхард Мюллер, 09.09.1942 — полковник, командир 5-го танкового полка
- Вернер Грюн, 08.02.1943 — капитан, командующий 1-м батальоном 5-го танкового полка
- Вернер Клауке, 04.07.1944 — лейтенант резерва, командир взвода 3-й роты 200-го противотанкового артиллерийского дивизиона
- Эдгар Фойхтингер, 06.08.1944 — генерал-майор, командир 21-й танковой дивизии
- Ганс-Ульрих фон Люк унд Виттен, 08.08.1944 — майор, командующий 125-м моторизованным полком
- Йозеф Раух, 08.08.1944 — полковник, командир 192-го моторизованного полка
- Хайнц Мейер, 04.10.1944 — капитан, командир роты 2-го батальона 22-го танкового полка
- Генрих Маурер, 06.10.1944 — обер-ефрейтор, командир отделения штабной роты 125-го моторизованного полка
- Вильгельм Курц, 20.10.1944 — капитан резерва, командир 2-го батальона 125-го моторизованного полка
- Карл Кнюттель, 03.11.1944 — обер-фельдфебель, командир взвода 1-й роты 200-го противотанкового артиллерийского дивизиона
- Франц-Йозеф Хёгль, 26.11.1944 — майор, командир 220-го сапёрного батальона
- Мартин Ленц, 25.01.1945 — майор, командир 1-го батальона 192-го моторизованного полка
- Вилли Шпрой, 24.02.1945 — майор резерва, командующий 192-м моторизованным полком

### Рыцарский Крест Железного креста с Дубовыми листьями (2)
- Герман фон Оппельн-Брониковски (№ 536), 28.07.1944 — полковник, командир 22-го танкового полка
- Йоханнес Гриммингер (№ 776), 11.03.1945 — майор резерва, командир 2-го батальона 192-го моторизованного полка